# Ковзанярський спорт на зимових Олімпійських іграх 2022 — 500 метрів (жінки)
Змагання з ковзанярського спорту на дистанції 500 метрів серед жінок на зимових Олімпійських іграх 2022 відбудуться 13 лютого на Національному ковзанярському стадіоні в Пекіні (Китай).
Чинна олімпійська чемпіонка і олімпійська рекордсменка - Нао Кодайра. Володарка срібної медалі Ігор-2018 Лі Сан Хва завершила спортивну кар'єру. Станом на початок Олімпіади вона й надалі утримувала світовий рекорд. Бронзова медалістка  Кароліна Ербанова теж завершила спортивну кар'єру. Ангеліна Голікова виграла Чемпіонат світу на окремих дистанціях 2021 року на дистанції 500 м. Фемке Кок і Ольга Фаткуліна здобули, відповідно, срібну і бронзову нагороди. Ерін Джексон очолювала залік Кубка світу 2021–2022 на дистанції 500 м після восьми змагань, що відбулися перед Олімпійськими іграми. За нею розмістилися Голікова і Кодайра. 11 грудня 2021 року в Калгарі Голікова показала найкращий час сезону - 36.66.

## Рекорди
Перед змаганнями світовий і олімпійський рекорди були такими:
| Світовий рекорд     | Лі Сан Хва (KOR)  | 36.36 | Солт-Лейк-Сіті (США)    | 16 листопада 2013 |
| Олімпійський рекорд | Нао Кодайра (JPN) | 36.94 | Каннин (Південна Корея) | 18 лютого 2018    |

## Результати
| Місце | Пара | Доріжка | Ім'я                    | Країна                     | Час    | Відставання | Нотатки |
| ----- | ---- | ------- | ----------------------- | -------------------------- | ------ | ----------- | ------- |
| 1     | 14   | I       | Ерін Джексон            | США                        | 37.04  |             |         |
| 2     | 4    | O       | Міхо Такаґі             | Японія                     | 37.12  |             |         |
| 3     | 13   | I       | Ангеліна Голікова       | Олімпійський комітет Росії | 37.21  |             |         |
| 4     | 4    | I       | Ванесса Герцог          | Австрія                    | 37.28  |             |         |
| 5     | 7    | O       | Ютта Лердам             | Нідерланди                 | 37.34  |             |         |
| 6     | 9    | I       | Фемке Кок               | Нідерланди                 | 37.39  |             |         |
| 7     | 10   | O       | Кім Мін Сон             | Південна Корея             | 37.60  |             |         |
| 8     | 11   | O       | Дарія Качанова          | Олімпійський комітет Росії | 37.65  |             |         |
| 9     | 14   | O       | Кая Зьомек              | Польща                     | 37.70  |             |         |
| 10    | 15   | I       | Ольга Фаткуліна         | Олімпійський комітет Росії | 37.76  |             |         |
| 11    | 15   | O       | Анджеліка Войцик        | Польща                     | 37.78  |             |         |
| 12    | 7    | I       | Цзинь Цзинчжу           | Китай                      | 37.88  |             |         |
| 13    | 8    | O       | Мішель де Йонґ          | Нідерланди                 | 37.97  |             |         |
| 14    | 12   | I       | Тінь Жуйнін             | Китай                      | 37.982 |             |         |
| 15    | 10   | I       | Аріса Го                | Японія                     | 37.983 |             |         |
| 16    | 5    | O       | Бріттані Боу            | США                        | 38.04  |             |         |
| 17    | 13   | O       | Нао Кодайра             | Японія                     | 38.09  |             |         |
| 18    | 11   | I       | Кімі Ґетц               | США                        | 38.25  |             |         |
| 19    | 12   | O       | Анна Ніфонтова          | Білорусь                   | 38.30  |             |         |
| 20    | 6    | I       | Катерина Айдова         | Казахстан                  | 38.54  |             |         |
| 21    | 5    | I       | Марша Гаді              | Канада                     | 38.79  |             |         |
| 22    | 9    | O       | Бруклін Макдуґалл       | Канада                     | 38.84  |             |         |
| 23    | 3    | O       | Мартіне Ріпсруд         | Норвегія                   | 38.95  |             |         |
| 24    | 2    | O       | Юлі Ністад Самсонсен    | Норвегія                   | 39.02  |             |         |
| 25    | 3    | I       | Нікола Здрагалова       | Чехія                      | 39.18  |             |         |
| 26    | 6    | O       | Хуан Ютін               | Китайський Тайбей          | 39.23  |             |         |
| 27    | 2    | I       | Сандрін Тас             | Бельгія                    | 39.37  |             |         |
| 28    | 8    | I       | Хітер Маклін            | Канада                     | 39.31  |             |         |
| 29    | 1    | I       | Міхаела Хогаш           | Румунія                    | 39.45  |             |         |
| 30    | 1    | O       | Марія Вікторія Родрігес | Аргентина                  | 39.70  |             |         |